# فرودگاه بین‌المللی لنکران
فرودگاه بین‌المللی لنکران (به انگلیسی: Lankaran International Airport) (به زبان بومی: Lənkəran Hava Limanı) یک فرودگاه همگانی با کد یاتا none است که یک باند فرود آسفالت دارد و طول باند آن ۱۵۷۶ متر است. این فرودگاه در شهر لنکران کشور جمهوری آذربایجان قرار دارد و در ارتفاع ۹ متری از سطح دریا واقع شده است.

## شرکت‌های هواپیمایی و مقصدهای پروازی
| شرکت‌های هواپیمایی  | مقصدهای پروازی    |
| ------------------ | ----------------- |
| آذربایجان ایرلاینز | حیدر علی‌اف        |
| نوردویند ایرلاینز  | فصلی: پالکوو      |
| اورال ایرلاینز     | دوموده‌دوو، پالکوو |